# Запис Филиповића цер (Негосавље)
Запис Филиповића цер (Негосавље) се налази на парцели чији је власник Република Србија.

## Локација
| Општина             | Медвеђа                                                          |
| Катастарска општина | Негосавље                                                        |
| Потес               | доње ливаде цер                                                  |
| Координате          | 42° 52′ 22″ С; 21° 35′ 57″ И / 42.872900000000001° С; 21.5992° И |
| Надморска висина    | 349m                                                             |

## Карактеристике
Дендрометријске вредности утврђене на терену и сателитским снимцима:
| Стабло                     | Храст |
| Висина стабла              | m     |
| Обим дебла                 | m     |
| Пречник крошње             | 0m    |
| Пречник дебла              | m     |
| Висина дебла до прве гране | m     |

## База записа
Запис је у оквиру Викимедија пројекта "Запис - Свето дрво" заведен под редним бројем 1179.